# Malattia linfoproliferativa post-trapianto
Con l'espressione malattia linfoproliferativa post-trapianto, nota anche con l'acronimo inglese PTLD (post-transplant lymphoproliferative disorder) si comprende un gruppo di malattie linfoproliferative, accomunate cioè dalla proliferazione patologica di linfociti, benigne e maligne, che possono manifestarsi nelle persone portatrici di trapianto d'organo in terapia immunosoppressiva. Si ritiene che nella patogenesi della malattia sia coinvolto il virus di Epstein-Barr.

## Epidemiologia e classificazione
La PTLD è una complicanza relativamente comune dei trapianti. Negli adulti rappresenta la seconda classe di neoplasie post-trapianto più frequente dopo quelle della pelle. Diversi studi descrivono inoltre un'elevata mortalità legata a questo gruppo di malattie.
La classificazione della PTLD è stata stilata dall'Organizzazione mondiale della sanità in base all'aspetto istologico delle lesioni riscontrate. Si distinguono, quindi, tre gruppi di malattie linfoproliferative: lesioni precoci o reattive, polimorfe e monomorfe. A quest'ultimo gruppo appartengono neoplasie ematologiche maligne come linfomi a cellule B e T e mielomi. Fra queste, in particolare, risultano più frequenti le malattie linfoproliferative della linea B, come il linfoma a grandi cellule B, il linfoma di Burkitt e il mieloma multiplo, mentre sono meno comuni i linfomi a cellule T ed è molto rara la forma che ricorda il linfoma di Hodgkin.

## Patogenesi
Nella maggior parte dei casi la malattia linfoproliferativa insorge in seguito all'infezione (o alla riattivazione del virus in soggetti già precedentemente infettati) da parte del virus di Epstein-Barr (EBV). In condizioni di normale funzionalità del sistema immunitario, il virus infetta i linfociti B determinando l'espressione di particolari proteine coinvolte nella proliferazione e nella differenziazione di queste cellule. Dopo il primo contatto con il virus, i linfociti B possono differenziarsi in cellule della memoria e ospitare il DNA virale rendendo l'infezione cronica oppure essere uccise da linfociti T citotossici. Nelle persone in terapia immunosoppressiva la funzione dei linfociti T citotossici è ridotta; viene così a mancare la regolazione della replicazione delle cellule B infette, che procede incontrollata e con aumentata suscettibilità a mutazioni genetiche. Esiste tuttavia una minoranza di casi di PTLD non legati all'infezione da EBV. La patogenesi di queste ultime forme, morfologicamente simili a linfomi non-Hodgkin, non è ancora chiara.

## Presentazione clinica e diagnosi
Il segno clinico di più frequente riscontro in queste forme è la febbre, che si osserva nella metà dei casi, seguito dal coinvolgimento dei linfonodi nel 30%. Uno studio condotto in Canada su oltre 3000 pazienti colpiti ha evidenziato che nella maggior parte dei casi era coinvolto un solo organo, in particolare reni, intestino, cute e fegato, mentre in caso di lesioni multiple erano interessati prevalentemente i linfonodi. Nei pazienti sottoposti a trapianto di polmone non è raro il coinvolgimento dell'organo trapiantato; tale eventualità è invece di raro riscontro dopo trapianto di rene o di cuore. Infine nella PTLD, rispetto ad altre forme di linfoma non-Hodgkin, è relativamente frequente il coinvolgimento del sistema nervoso centrale.
Per la diagnosi di certezza è necessario l'esame istologico della biopsia dell'organo affetto, mentre gli esami strumentali con tomografia computerizzata dell'addome e del torace e la risonanza magnetica dell'encefalo, così come la biopsia del midollo osseo, sono necessari per la stadiazione della malattia.

## Trattamento
La premessa per il trattamento della PTLD è la riduzione del grado di immunosoppressione, che si ottiene riducendo la dose di alcuni farmaci immunosoppressori, in particolare ciclosporina e tacrolimus, e sospendendone altri come azatioprina e acido micofenolico. Naturalmente tali variazioni di terapia devono essere attentamente valutate dall'ematologo e dallo specialista competente per l'organo trapiantato, poiché potrebbe aumentare il rischio di rigetto. Il trattamento specifico della malattia comprende associazioni di farmaci chemioterapici e anticorpi anti-linfociti B come il rituximab.
Sono stati studiati anche gli effetti di citochine come l'interferone gamma, di anticorpi contro l'interleuchina 6 e della rapamicina nel trattamento della PTLD; per nessuno di questi farmaci, però, esistono studi su ampie popolazioni che ne dimostrino l'efficacia.